# Клинок (Червенський район)
Клино́к (біл. вёска Клінок) — село в складі Червенського району Мінської області, Білорусь. Село підпорядковане Клиноківській сільській раді, розташоване в центральній частині області.